# مقدمه یک بوسه
مقدمه یک بوسه (به انگلیسی: Prelude to a Kiss) یا پیش‌درآمد یک بوسه فیلمی محصول سال ۱۹۹۲ و به کارگردانی نورمن رنه است. در این فیلم بازیگرانی همچون الک بالدوین، مگ رایان، کتی بیتس، ند بیتی، پتی دوک، سیدنی واکر، استنلی توچی، دبرا مانک، راکی کرول، فرن پرسونز و آنی گلدن ایفای نقش کرده‌اند.
فیلم برگرفته از نمایش‌نامه‌ای با عنوان مشابه است که در سال ۱۹۸۸ نوشته شده و کارگردانی هر دو نسخهٔ نمایشی و سینمایی آن را نورمن رنه برعهده داشته و نمایش‌نامه‌نویس آن، کریگ لوکاس، خود فیلمنامهٔ فیلم را نیز اقتباس کرده است. الک بالدوین و دبرا مانک در اجرای نخست جهانی این نمایش در نیویورک و همچنین در فیلم ایفای نقش کردند، هرچند که بالدوین همان نقش را بازی کرد، اما مانک در فیلم نقش تازه‌ای را برعهده گرفت. عنوان اثر برگرفته از ترانه‌ای عشقی از سال ۱۹۳۸ با همین نام از دوک الینگتون است. منتقد جیمز هیبرت دربارهٔ داستان فیلم نوشت: «وقتی نمایش در سال ۱۹۹۰ روی صحنه رفت، بسیاری آن را پاسخی ضمنی به ویرانگری‌های ایدز تلقی کردند. اما اکنون، با فاصله‌ای از آن دوره، این اثر بیشتر به تأملی گسترده بر موضوعاتی ابدی چون محدودیت‌های عشق و معنای تعهد بدل شده است.»

## داستان
پیتر هاسکینز، کارمند محافظه‌کار و کم‌اعتمادبه‌نفس یک انتشارات در شیکاگو، در مهمانی‌ای با ریتا بویل آشنا می‌شود؛ زنی لیبرال و به‌ظاهر آزاداندیش که به‌صورت نیمه‌وقت در بار کار می‌کند و آرزوی طراح گرافیک شدن دارد. آن‌ها رابطه‌ای را آغاز می‌کنند و عاشق هم می‌شوند. پیتر در کنار ریتا احساس اعتمادبه‌نفس و خوش‌بینی بیشتری پیدا می‌کند. ریتا نیز که عاشق او شده، می‌پذیرد که نگرش بی‌خیالش نقابی برای ترس از دنیایی ظالمانه و غیرقابل‌اعتماد است. او از شادی بیش‌ازحد می‌ترسد، چرا که به نظرش زندگی می‌تواند به‌راحتی دگرگون شود. از همین رو، نمی‌خواهد مادر شود و فرزندی به این جهان ناعادلانه بیاورد.
در روز ازدواج، تنها چند دقیقه پس از ادای سوگندها، مردی سالخورده به نام جولیوس بلایر به آن‌ها نزدیک می‌شود و از ریتا می‌خواهد اجازه دهد عروس را ببوسد. ریتا که مجذوب شده، می‌پذیرد. با بوسهٔ آن دو، روح‌هایشان با هم جابه‌جا می‌شود. ریتای سردرگم که اکنون در بدن یک پیرمرد قرار گرفته، از مراسم دور می‌شود و سرانجام به آدرسی که روی کارت شناسایی جولیوس نوشته شده می‌رود. در این میان، «ریتا» و پیتر به ماه‌عسل در جامائیکا می‌روند. پیتر درمی‌یابد که شخصیت و دانش همسرش تغییر کرده و تردیدش زمانی تأیید می‌شود که «ریتا» با اشتیاق پیشنهاد می‌دهد بچه‌دار شوند. پس از بازگشت، «ریتا» ظاهراً به حالت قبلی بازمی‌گردد، اما وقتی می‌بوسند، پیتر مطمئن می‌شود که با بدل ریتا طرف است، چون این فرد صرفاً دفترچه خاطرات ریتا را خوانده تا نقش او را بهتر ایفا کند.
پیتر به بار محل کار ریتا می‌رود و پیرمرد جولیوس را می‌یابد. گفت‌وگوی آن‌ها تأیید می‌کند که «جولیوس» در واقع همان ریتاست. پیتر امیدوار است بتواند روح‌ها را دوباره جابه‌جا کند، اما درمی‌یابد که جولیوس/«ریتا» به خانهٔ والدینش رفته و به آن‌ها گفته رابطه دچار مشکل شده و به جدایی نیاز است. خانوادهٔ بویل اجازه نمی‌دهند پیتر با «ریتا» دیدار کند و از او حمایت می‌کنند.
پیتر با دختر جولیوس، لیا، ملاقات می‌کند و می‌فهمد همسر جولیوس مرده و خودش نیز به سرطان لاعلاج مبتلاست و تنها یک سال دیگر زنده می‌ماند. در این میان، ریتا و پیتر با هم زندگی می‌کنند و تلاش می‌کنند با شرایط تازه سازگار شوند. این تجربه ریتا را به این نتیجه می‌رساند که زندگی باارزش است و فانی بودن آن را باید گرامی داشت، نه ترسید. پیتر که پیش‌تر نمی‌دانست چگونه می‌توان با کسی زندگی کرد که دیگر برایش جذابیت جنسی ندارد، اکنون درمی‌یابد که عاشق روح ریتاست، نه فقط ظاهر او. در همین حال، جولیوس که از تجربه‌های تازه و مسئولیت‌های زندگی ریتا خسته شده، دل‌تنگ خانواده و استقلالش می‌شود.
پیتر مادر ریتا را متقاعد می‌کند «ریتا» را نزد او بیاورد، با این بهانه که می‌خواهد ازدواج را نجات دهد. خانم بویل موافقت می‌کند و آن‌ها را تنها می‌گذارد. ریتا و پیتر تلاش می‌کنند دوباره جابه‌جایی روح را انجام دهند، اما جولیوس اعتراف می‌کند که نمی‌داند اصلاً چگونه آن اتفاق افتاده است. او هنگام سرگردانی در خیابان‌ها به مراسم ازدواج آن‌ها برخورده و از جوانی عروس حسرت خورده، چون شدیداً از مرگ می‌ترسید. ریتا نیز اذعان می‌کند که در همان لحظه از جولیوس حسرت خورده بود؛ اینکه او از هر خطری در زندگی گذشته است. وقتی هر دو درمی‌یابند که دیگر آن حس ترس و حسرت را ندارند، ناگهان دوباره به بدن‌های واقعی خود بازمی‌گردند. جولیوس خداحافظی می‌کند و ریتا و پیتر تصمیم می‌گیرند هرگز یکدیگر را بدیهی فرض نکنند و قدر لحظات مشترکشان را بدانند.